# Máximo
Máximo San Juan Arranz, dit Máximo (1933-2014) est un dessinateur humoristique et journaliste espagnol. 
Connu pour son humour intellectuel et austère, il a notamment travaillé de 1976 à 2007 pour El País, le principal quotidien espagnol. Ses dessins ont fait l'objet de nombreux recueils.
Son fils Alberto San Juan est acteur.

## Distinctions[1]
- 1965 : Prix Paleta Agromán
- 1980 : Prix Mingote (es), pour un dessin sur l'exposition Picasso de New York publié dans El País
- 1985 : 
  - Prix de journalisme Joaquín Costa pour son engagement en faveur de la paix
  - Prix de l'Asociación Pro-Derechos Humanos
- 1988 : Prix González-Ruano (es) pour son article « Los artistas entre las musas y Mercurio »
- 2002 : Prix Forte dei Marmi
- 2005 : Prix Villa de Madrid
- 2007 : Prix Rodríguez-Santamaría (es), pour l'ensemble de sa carrière dans la presse
- 2008 : Prix honorifique Gat-Perich, pour l'ensemble de son œuvre
- 2012 : Prix ibéro-américain d'humour graphique Quevedos, pour l'ensemble de son œuvre